# Risoluzioni del Consiglio di sicurezza delle Nazioni Unite (1001-1100)
| Risoluzione | Data              | Voto (favorevoli/contrari/non votanti) | Oggetto                                                       |
| 1001        | 30 giugno 1995    |                                        |                                                               |
| 1002        | 30 giugno 1995    |                                        |                                                               |
| 1003        | 5 luglio 1995     |                                        |                                                               |
| 1004        | 12 luglio 1995    |                                        |                                                               |
| 1005        | 17 luglio 1995    |                                        |                                                               |
| 1006        | 28 luglio 1995    |                                        |                                                               |
| 1007        | 31 luglio 1995    |                                        |                                                               |
| 1008        | 7 agosto 1995     |                                        |                                                               |
| 1009        | 10 agosto 1995    |                                        |                                                               |
| 1010        | 10 agosto 1995    |                                        |                                                               |
| 1011        | 16 agosto 1995    |                                        |                                                               |
| 1012        | 25 agosto 1995    |                                        |                                                               |
| 1013        | 7 settembre 1995  |                                        |                                                               |
| 1014        | 15 settembre 1995 |                                        |                                                               |
| 1015        | 15 settembre 1995 |                                        |                                                               |
| 1016        | 21 settembre 1995 |                                        |                                                               |
| 1017        | 22 settembre 1995 |                                        |                                                               |
| 1018        | 7 novembre 1995   |                                        |                                                               |
| 1019        | 9 novembre 1995   |                                        |                                                               |
| 1020        | 10 novembre 1995  |                                        |                                                               |
| 1021        | 22 novembre 1995  |                                        |                                                               |
| 1022        | 22 novembre 1995  |                                        |                                                               |
| 1023        | 22 novembre 1995  |                                        |                                                               |
| 1024        | 28 novembre 1995  |                                        |                                                               |
| 1025        | 30 novembre 1995  |                                        |                                                               |
| 1026        | 30 novembre 1995  |                                        |                                                               |
| 1027        | 30 novembre 1995  |                                        | Estensione della forza di prevenzione in Macedonia            |
| 1028        | 8 dicembre 1995   |                                        | Breve estensione della missione in Ruanda                     |
| 1029        | 12 dicembre 1995  |                                        | Ulteriore estensione della missione in Ruanda                 |
| 1030        | 14 dicembre 1995  |                                        | Estensione della missione in Tagikistan                       |
| 1031        | 15 dicembre 1995  |                                        | Istituzione dell'IFOR per salvaguardia Accordi di Dayton      |
| 1032        | 19 dicembre 1995  |                                        | Estensione della missione di pacekeeping a Cipro              |
| 1033        | 19 dicembre 1995  |                                        | Referendum per l'indipendenza del Sahara occidentale          |
| 1034        | 21 dicembre 1995  |                                        | Diritti umani nella ex-Jugoslavia                             |
| 1035        | 21 dicembre 1995  |                                        | Costituzione di una forza di polizia ONU in Bosnia-Erzegovina |
| 1036        | 12 gennaio 1996   |                                        |                                                               |
| 1037        | 15 gennaio 1996   |                                        |                                                               |
| 1038        | 15 gennaio 1996   |                                        |                                                               |
| 1039        | 29 gennaio 1996   |                                        |                                                               |
| 1040        | 29 gennaio 1996   |                                        |                                                               |
| 1041        | 29 gennaio 1996   |                                        |                                                               |
| 1042        | 31 gennaio 1996   |                                        |                                                               |
| 1043        | 31 gennaio 1996   |                                        |                                                               |
| 1044        | 31 gennaio 1996   |                                        |                                                               |
| 1045        | 8 febbraio 1996   |                                        |                                                               |
| 1046        | 13 febbraio 1996  |                                        |                                                               |
| 1047        | 29 febbraio 1996  |                                        |                                                               |
| 1048        | 29 febbraio 1996  |                                        |                                                               |
| 1049        | 5 marzo 1996      |                                        |                                                               |
| 1050        | 8 marzo 1996      |                                        |                                                               |
| 1051        | 27 marzo 1996     |                                        |                                                               |
| 1052        | 18 aprile 1996    |                                        |                                                               |
| 1053        | 23 aprile 1996    |                                        |                                                               |
| 1054        | 26 aprile 1996    |                                        |                                                               |
| 1055        | 8 maggio 1996     |                                        |                                                               |
| 1056        | 29 maggio 1996    |                                        |                                                               |
| 1057        | 30 maggio 1996    |                                        |                                                               |
| 1058        | 30 maggio 1996    |                                        |                                                               |
| 1059        | 31 maggio 1996    |                                        |                                                               |
| 1060        | 12 giugno 1996    |                                        |                                                               |
| 1061        | 14 giugno 1996    |                                        |                                                               |
| 1062        | 28 giugno 1996    |                                        |                                                               |
| 1063        | 28 giugno 1996    |                                        |                                                               |
| 1064        | 11 luglio 1996    |                                        |                                                               |
| 1065        | 12 luglio 1996    |                                        |                                                               |
| 1066        | 15 luglio 1996    |                                        |                                                               |
| 1067        | 26 luglio 1996    |                                        |                                                               |
| 1068        | 30 luglio 1996    |                                        |                                                               |
| 1069        | 30 luglio 1996    |                                        |                                                               |
| 1070        | 16 agosto 1996    |                                        |                                                               |
| 1071        | 30 agosto 1996    |                                        |                                                               |
| 1072        | 30 agosto 1996    |                                        |                                                               |
| 1073        | 28 settembre 1996 |                                        |                                                               |
| 1074        | 1º ottobre 1996   |                                        |                                                               |
| 1075        | 11 ottobre 1996   |                                        |                                                               |
| 1076        | 22 ottobre 1996   |                                        | Situazione in Afghanistan                                     |
| 1077        | 22 ottobre 1996   |                                        | Situazione in Afghanistan                                     |
| 1078        | 9 novembre 1996   |                                        | Situazione nella regione dei grandi laghi                     |
| 1079        | 15 novembre 1996  |                                        | Situazione in Croazia                                         |
| 1080        | 15 novembre 1996  |                                        | Situazione nella regione dei grandi laghi                     |
| 1081        | 27 novembre 1996  |                                        | Situazione in Medio Oriente                                   |
| 1082        | 27 novembre 1996  |                                        | Situazione nella ex repubblica Jugoslava di Macedonia         |
| 1083        | 27 novembre 1996  |                                        | Liberia                                                       |
| 1084        | 27 novembre 1996  |                                        | Sahara Occidentale                                            |
| 1085        | 29 novembre 1996  |                                        | Haiti                                                         |
| 1086        | 5 dicembre 1996   |                                        | Haiti                                                         |
| 1087        | 11 dicembre 1996  |                                        | Angola                                                        |
| 1088        | 12 dicembre 1996  |                                        | Bosnia-Erzegovina                                             |
| 1089        | 13 dicembre 1996  |                                        | Situazione in Tagikistan e lungo il configine Tagiko-Afgano   |
| 1090        | 13 dicembre 1996  |                                        | Nomina del segretario generale delle nazioni unite            |
| 1091        | 13 dicembre 1996  |                                        | Nomina del segretario generale delle nazioni unite            |
| 1092        | 23 dicembre 1996  |                                        | Cipro                                                         |
| 1093        | 14 gennaio 1997   |                                        |                                                               |
| 1094        | 20 gennaio 1997   |                                        |                                                               |
| 1095        | 28 gennaio 1997   |                                        |                                                               |
| 1096        | 30 gennaio 1997   |                                        |                                                               |
| 1097        | 18 febbraio 1997  |                                        |                                                               |
| 1098        | 27 febbraio 1997  |                                        | Angola                                                        |
| 1099        | 14 marzo 1997     |                                        | Tagikistan                                                    |
| 1100        | 27 marzo 1997     |                                        | Liberia                                                       |